# 菲莉帕·古尔德
菲莉帕·古尔德（英語：Philippa Gould，1940年12月4日—），新西兰女子游泳运动员。她曾代表新西兰参加1958年大英帝国和英联邦运动会游泳比赛，获得女子110码仰泳铜牌。